# Christoph Eschenbach
Christoph Eschenbach (n. 20 februarie 1940, Wrocław) este un pianist și dirijor german.
În 1955 a început să studieze în Köln pian cu Hans-Otto Schmidt-Neuhaus și dirijat cu Wilhelm Brückner-Rüggeberg; a continuat studiul pianului la Hamburg cu Eliza Hansen. A câștigat primul loc la numeroase concursuri de pian, printre care concursul Clara Haskil în Vevey (1965). A continuat studiile de dirijat cu George Szell⁠(en)[traduceți]; l-a avut ca mentor pe Herbert von Karajan. Începând din 1981, a dirijat în Europa și Statele Unite, printre altele Philadelphia Orchestra⁠(en)[traduceți] (2003–2010). În 2017 a fost numit dirijor șef la Konzerthausorchester Berlin⁠(de)[traduceți].